# Pasărea Phoenix (film din 1965)
Pasărea Phoenix (titlul original: în engleză The Flight of the Phoenix) este un film de aventuri dramatic american, realizat în 1965 de regizorul Robert Aldrich. Filmul cu o distribuție de vedete internaționale relatează aterizarea forțată a unui avion în deșertul Sahara având la bază romanul omonim al scriitorului Elleston Trevor.

## Conținut
Un avion bimotor de transport de tipul Fairchild C-82 al firmei petroliere ARABCO cu un echipaj de două persoane și doisprezece pasageri la bord, survolează nordul Saharei fiind în drum spre Benghazi. După defectarea stației radio, echipajul nemai recepționând starea meteorologică a vremii, zboară în mijlocul unei furtuni de nisip. Carburatoarele ambelor motoare se înfundă cu nisip iar căpitanul Towns trebuie să aterizeze forțat departe de orice cale rutieră. Doi oameni mor din cauza mărfurilor desprinse din chingi, un al treilea este grav rănit la picior.
Supraviețuitorii încearcă să țină situația sub control și speră să fie cât mai repede descoperiți și salvați. Constructorul german de avioane, Heinrich Dorfmann după multe calcule pe care le-a făcut, propune ca din părțile nedeteriorate ale avionului să construiască un avion  nou, însă
se lovește de împotrivirea vehementă a căpitanului Towns.
Când apa a devenit insuficientă, căpitanul Harris însoțit de subalternul său sergentul Watson, dorește să plece pe jos, Watson simulează o durere la picior iar Harris pleacă însoțit de un alt camarad, Carlos. Când Cobb epuizat psihic, pleacă neobservat să îi urmeze pe cei doi, Towns pleacă după el știind că fără apă acesta nu are nici o șansă, dar îl găsește mort. 
Întors la epavă, Towns la insistențele navigatorului său Lew Moran și ale Dr. Renaud, acceptă planul lui Dorfmann și se începe construirea noului avion. Rănitul grav la picior, Gabriele se sinucide. Construcția înaintează anevoios cu certuri permanente pe temă de competență între Towns și Dorfmann.
Într-o seară se întoarce și căpitanul Harris total epuizat la epavă. Construcția continuă să prindă formă, toți devin oarecum mândrii de munca lor, iar contabilul Standish botează „avionul” cu numele de Phoenix.
Când o caravană de arabi dubioși își așază tabăra în apropiere, fără să îi fi observat pe „naufragiați” din cauza dunelor, Harris însoțit de doctorul Renaud care cunoștea puțin limba arabă, se duc să trateze cu ei în speranța unui ajutor. Dimineața următoare arabii au plecat iar Towns
și Moran îi găsesc pe cei doi, cu beregatele tăiate. 
Într-o discuție mai lungă între Dorfmann, Towns și Moran cei doi află cu stupoare că Dorfmann este angajat la o întreprindere care produce aeromodele. Dorfmann încearcă să îi lămurească principiul de zbor care este același și că un aeromodel se deosebește de un avion doar prin dimensiunile sale. Mai mult chiar, un aeromodel trebuie să aibă mai bune caracteristici de zbor decât un avion adevărat, deoarece trebuie să zboare singur, fără pilot. Ca să nu pericliteze acțiunea, se hotărăsc să nu spună nimic celorlalți. 
Cu ultimul dram de putere, Phoenixul va fi terminat iar cei șapte supraviețuitori ajung din nou în civilizație.

## Distribuție
- James Stewart - Frank Towns
- Richard Attenborough - Lew Moran
- Peter Finch - căpitanul Harris
- Hardy Krüger - Heinrich Dorfmann
- Ernest Borgnine - Trucker Cobb
- Ian Bannen - „Ratbags“ Crow
- Ronald Fraser - sergentul Watson
- Christian Marquand - Dr. Renaud
- Dan Duryea - Standish
- George Kennedy - Mike Bellamy
- Gabriele Tinti - Gabriele Scarnati
- Alex Montoya - Carlos Reyes
- Peter Bravos - Tasso
- William Aldrich: Bill
- Barrie Chase - Farida

## Culise

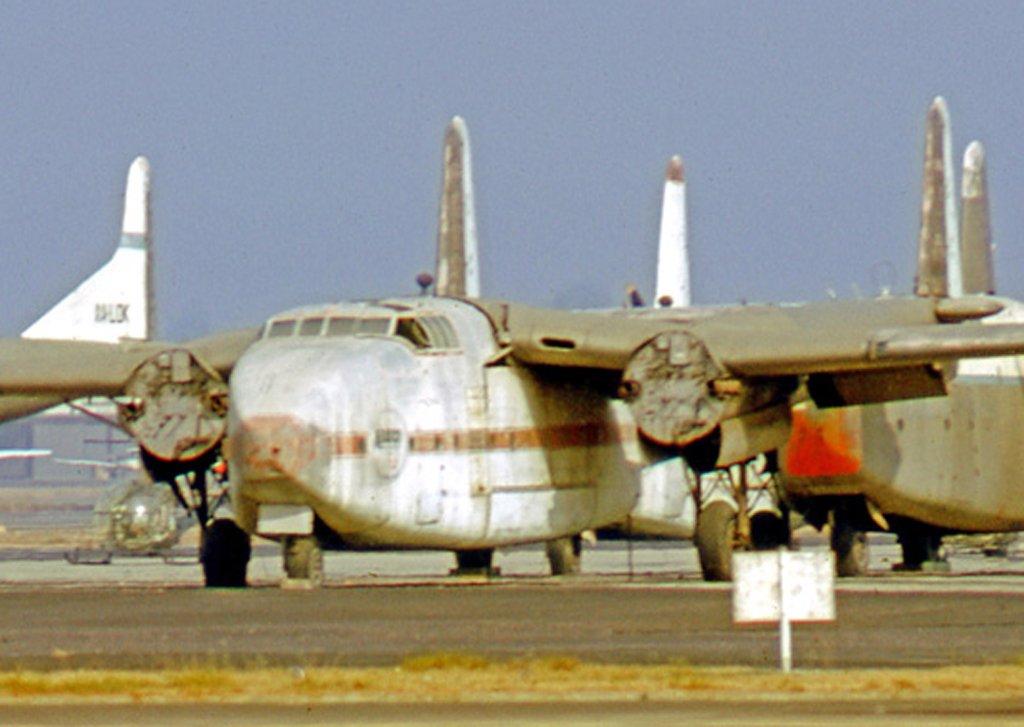
Avionul original în 1970 pe aeroportul Long Beach

- Scenariul este bazat pe romanul The Flight of the Phoenix al scriitorului Elleston Trevor, din anul 1964. În roman figura centrală reprezentată de inginerul german Dorfmann, este un englez.

- Filmul a fost turnat în  Buttercup Valley lângă Yuma, în apropiere de granița cu Mexic.

- Renumitul pilot, cascador și colecționar de avioane de război, Paul Mantz a zburat pe un Tallmantz Phoenix P-1, avionul care a fost „construit din epavă”, în fața camerelor de filmat în dimineața zilei de 8 iulie 1965. El executa aterizări touch-and-go pe dunele de nisip, când trenul de aterizare s-a lovit de un obstacol tare, fuselajul s-a rupt iar părțile desprinse l-au strivit pe Mantz și rănit grav pe co-pilotul Bobby Rose aflat și el la bord [1] fapt menționat și în postgeneric.

- Muzica filmului a fost scrisă, aranjată si dirijată de Frank De Vol. Melodia Senza fine ce se aude într-o scenă din film, a fost înregistrată de De Vol în interpretarea lui Connie Francis.